# Лекс (пляжный футбольный клуб)
«Лекс» («LEX») — пляжный футбольный клуб из Санкт-Петербурга. Финалист Кубка России 2023.

## История
Клуб был основан в 2013 году Александром Хохлюком, спонсором стала фирма «LEX» — российский производитель встраиваемой бытовой техники.
Вначале команда играла в городских и региональных соревнованиях. В 2018 году «Лекс» дебютировал в Кубке России, заняв, последнее, четвёртое место в группе «А». В следующем розыгрыше клуб занял третье место в группе «А». В первом дивизионе первенства России 2020 «Лекс» занял третье место, а в Кубке России — третье место в группе «А». В Суперлиге чемпионата России 2021 клуб занял третье, последнее место в группе «В» финального этапа, не попал в полуфинал и занял 5 место; в Кубке России уступил в четвертьфинале. Российский сезон-2022 «Лекс» пропустил.
В чемпионате России 2023 года занял 4 место. Серебряные призёры Кубка России 2023 года.

## Женская команда
Женская команда — двукратные вице-чемпионки России — 2019 («Лекс-Яблочная»), 2020.

## Достижения
Кубок России
- Финалист (1): 2023